# Stereophyllum bremondii
Stereophyllum bremondii är en bladmossart som beskrevs av Potier de la Varde 1920. Stereophyllum bremondii ingår i släktet Stereophyllum och familjen Stereophyllaceae. Inga underarter finns listade i Catalogue of Life.